# ロングマン現代英英辞典
『ロングマン現代英英辞典』（ロングマンげんだいえいえいじてん、Longman Dictionary of Contemporary English）は、Pearson Education (ピアソンの関連会社)が Longman のブランド名で発行している学習者向けの英英辞典である。

## 概要
日本では桐原書店から発売されている。略称として LDOCE（あるいは、昔の略称であるLDCE）と表記される。最新版は第6版。オンライン辞書版へのアクセスコードが付属するバージョンもある。
日本における学習者向け英英辞典としては、『オックスフォード現代英英辞典』や『コウビルド英英辞典』などとともに、最も使用されている辞書の１つである。電子辞書のコンテンツとしては、カシオの一部機種に搭載され、またiPhone、iPod touch、iPad用アプリとしても、発売されている。ジャストシステムからは、ATOK用のオプション辞典として、「ロングマン現代英英（4訂増補版）／英和辞典 for ATOK」が発売されている。
ロングマンから出版されているものとしては、アメリカ英語を中心にした『ロングマン現代アメリカ英語辞典』（Longman Advanced American Dictionary、略称として LAAD）や『ロングマン英和辞典』などもある。

## 特徴

### 定義語彙の設定
全ての見出し語を、The Longman Defining Vocabularyと呼ばれる2000語の定義語彙（正確には、約2200語と接頭語、接尾語30個との組み合わせで表現できる語彙）で語義を説明しているのが大きな特徴である。このことにより、語彙の少ない初学者にも使いやすい辞書となっている（この定義語彙以外の単語を用いて説明する場合は、その単語を小型大文字で用いることになっている。その単語を改めて、この辞典で調べ直すことで理解することができるようになっている）。

### 頻度表示
第3版からはコーパスに基づき、話し言葉(S)と書き言葉(W)のそれぞれの頻度上位3000語について、3段階でその頻度を表示している。例えば、"legal" という単語では「S3」・「W1」と見出し語の横に表示されている。これは、話し言葉（S=Spoken English）において上位2001語から3000語以内、書き言葉（W=Written English）において上位1000語以内であることを示している。この表示から、"legal" という言葉が「話し言葉と書き言葉の両方において頻繁に使われる単語であること」と「話し言葉より書き言葉で特に多用されている単語であること」が推測できる。また、使用者にとっては優先的に覚えるべき単語を把握できるとともに、場に応じた適切なふさわしい単語を使うための標となる。

### 頻度順の語義説明
複数の語義を持つ単語については、LDOCE ではコーパス分析に基づいた頻度順に語義が並べられている。例えば、"blink (n)" については、先に "on the blink" や "in the blink of an eye" といった成句を説明し、最後に "[C] the action of quickly shutting and opening your eyes" という本来の意味の説明が出てくる。この事により、使用頻度に関する情報を知ることができ、また、上から順番に見ていけば早く目的の語義に到達できるというメリットがあるが、一方でその言葉の本来のニュアンスが掴みにくいというデメリットもある。単語によっては成句だけを説明している場合もある。

### 名詞の可算・不可算の表示
名詞については単語または語義ごとに、可算名詞には[C]（Countableの略）、不可算名詞には[U]（Uncountableの略）と可算・不可算の表示があり、学習者に親切な設計になっている。どちらでも使える場合には[C,U]と表示されている。

### 句動詞
句動詞は、その動詞の項目の後半部分でアルファベット順に列挙されている。例えば "get" であれば "get about", "get across", "get ahead", ... という順である。句動詞の語順が変更できる場合、両側矢印(⇔)でそれを示している。

### コロケーション
ある単語についてのコロケーションを「動詞+名詞」「形容詞+名詞」「副詞+名詞」などのパターン別に分類し、例文とともにまとめている。さらにありがちなコロケーションの誤った使い方について例示し、注意を促している。

### シソーラス
ある単語に関する同意語、反意語といったシソーラスをボックスにまとめただけでなく、それぞれのシソーラスを使う場面が話し言葉か書き言葉かなのか、あらたまった語かくだけた語なのかをRegister（使用域）という概念で表し、それぞれの場面にどのシソーラスを使うのがふさわしいかに重点を置いた説明がなされている。

## 改訂履歴
第6版（LDOCE6）
2014年4月10日
カラー／2224頁
5訂版（LDOCE5）
2009年1月13日
カラー／2096頁／DVD-ROM 1枚
4訂増補版
2005年12月21日
カラー／上製版／2110頁／CD-ROM 2枚
4訂新版（LDOCE4）
2003年8月8日
カラー／B6変形版/2288頁／CD-ROM 1枚※Vista未対応（CD-ROMなしもあり）
3訂増補版
2002年1月
2196頁
第3版（LDOCE3）
1995年
第2版（LDOCE2）
1987年
初版（LDOCE1）
1978年